# كولن دونكان
كولن دونكان (بالإنجليزية: Colin Duncan)‏ (5 أغسطس 1957 - ) هو لاعب كرة قدم بريطاني في مركز الوسط. لعب مع نادي ريدنغ ونادي ألدرشوت.